# Neotanais affinis
Neotanais affinis är en kräftdjursart som beskrevs av Wolff 1956. Neotanais affinis ingår i släktet Neotanais och familjen Neotanaidae. Inga underarter finns listade i Catalogue of Life.